# محبوب جمعة
محبوب جمعة، من مواليد 1956، لاعب كرة قدم كويتي سابق.
و قد كان يلعب مع نادي السالمية، وقد لعب أول مباراة له مع النادي في كأس الأمير في عام 1973 أمام نادي اليرموك، وقد فازوا 5-3 بركلات الجزاء الترجيحية . حقق مع نادي السالمية بطولة الدوري الكويتي للمرة الأولى في تاريخهم في موسم 1980/1981، ولقب كاس الأمير موسم 1992-1993.
و قد لعب مع منتخب الكويت لكرة القدم، وحقق معه كاس الخليج ثلاث مرات اعوام 1976 و1982 و1990 كما شارك في كاس الخليج 1979 وسجلا هدفا في مرمى العراق. وحقق لقب كاس اسيا لعام 1980 وتاهل مع منتخب الكويت إلى نهائيات كاس العالم في إسبانيا عام 1982 وإلى نهائيات موسكو الأولمبية عام 1980.

## روابط خارجية
- محبوب جمعة على موقع الاتحاد الدولي (مؤرشف)  (الإنجليزية)
- محبوب جمعة على موقع قاعدة بيانات كرة القدم.إي يو (الإنجليزية)
- محبوب جمعة على موقع ناشيونال فوتبول تيمز (الإنجليزية)
- محبوب جمعة على موقع عالم كرة القدم.نت (الإنجليزية)
- محبوب جمعة على موقع كووورة
- محبوب جمعة على موقع أوليمبيديا (الإنجليزية)